# HSG Wetzlar
Pour les articles homonymes, voir HSG.
Maillots
Actualités
Dernière mise à jour : 29 juillet 2013.
Le Handballspielgemeinschaft Wetzlar ou HSG Wetzlar est un club allemand de handball évoluant en 1.Bundesliga depuis 1998 et basé à Wetzlar dans la Hesse. Il fut fondé en 1992 sous le nom de Handballspielgemeinschaft Dutenhofen/Münchholzhausen (HSG Dutenhofen).

## Histoire
Le club résulte de la fusion entre le TSV Dutenhofen e.V. (fondé en 1904) et le TV Gut Heil 1909 Münchholzhausen (fondé en 1909) en 1992. Il s'appelle d'abord HSG Dutenhofen/Münchholzhausen (Handballspielgemeinschaft Dutenhofen/Münchholzhausen), puis en 1999 HSG D/M Wetzlar. La dénomination actuelle date de 2004.

### 2. Bundesliga

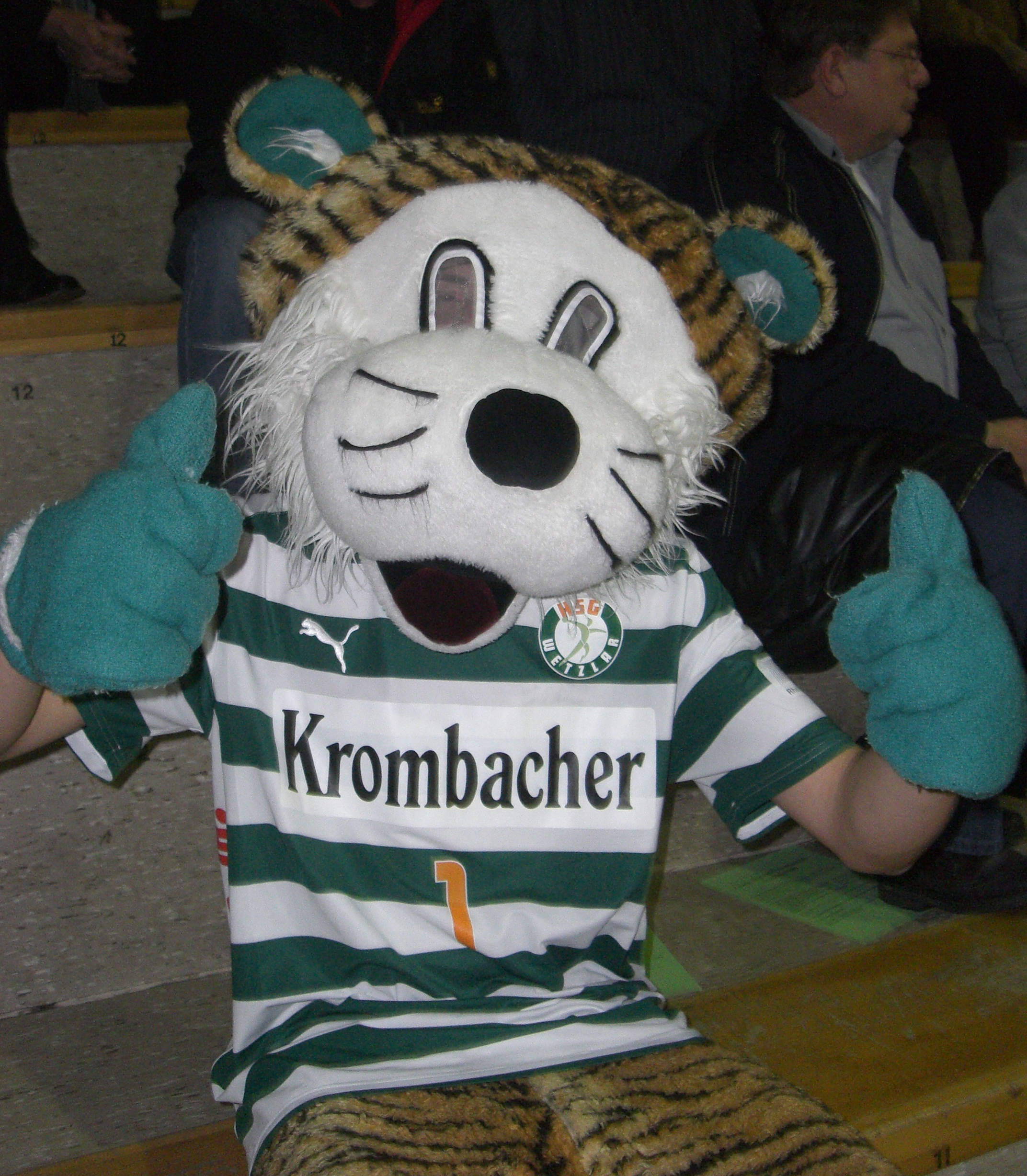
Wetzi, la mascotte du HSG Wetzlar depuis 2011.

À la suite de cette fusion en 1992, le club est tout d'abord nommé HSG Dutenhofen/Münchholzhausen (Handballspielgemeinschaft Dutenhofen/Münchholzhausen), une fusion qui est assez réussie puisque le club côtoie le haut de classement de la 2. Bundesliga.
Malgré cela, le club a dû attendre 1998 pour terminer champion de 2. Bundesliga et accéder à l'élite. Entretemps, le club finit une fois troisième (1988) et trois fois deuxième (1992, 1996, 1997).
De plus, le HSG Dutenhofen/Münchholzhausen atteint la finale de la Coupe d'Allemagne en 1997 alors qu'il évoluait en 2. Bundesliga. Si le HSG s'incline face au TBV Lemgo sur le score de 28 à 23, Lemgo étant également Champion d'Allemagne, le club récupère la qualification en Coupe des coupes. Bien que toujours en 2. Bundesliga, la première campagne européenne du HSG Dutenhofen/Münchholzhausen est remarquable pour le club puisqu'après avoir battu les Roumains du Seaua Bucarest en seizième de finale, les Portugais du Sporting Portugal en huitième de finale, les Hongrois du Elektromos Budapest en quart de finale et les Russes du Polyot Tcheliabinsk en demi-finale, le HSG Dutenhofen/Münchholzhausen atteint la finale de la compétition. Opposé aux Espagnols du Caja Cantabria Santander, le club perd à Santander sur une lourde défaite 30 à 15 puis s'incline également au retour à Wetzlar 26-24.

### Parmi l'élite
À la suite du titre de champion de la 2. Bundesliga en 1998, le club joue pour la première fois de son histoire parmi l'élite allemande, en 1. Bundesliga et termine quatorzième sur seize, une première saison satisfaisante puisque le club évite la relégation.
Puis par la suite, le club termine ses premières saisons avec l'élite avec d'assez bons résultats puisque le club termine onzième, dixième et même huitième lors de la saison 2002, finissant également pour la deuxième fois de son histoire finaliste de la Coupe d'Allemagne en 2002, perdue cette fois face au VfL Bad Schwartau 26 à 22.
Depuis cette même saison, on constate un régression du club : dixième en 2003, douzième en 2004, quatorzième en 2005, quinzième en 2006 et en 2007, bref le club flirte avec la relégation.
Mais depuis 2008, le HSG Wetzlar revient petit à petit finissant tout d'abord quatorzième lors en 2008 et 2009, le club continua à progresser dans le classement mis à part une décevante quinzième place lors de la saison 2011/2012, soit premier non relégable.
Le club réalisa une superbe saison 2012/2013 terminant à la septième place, soit une progression de huit place par rapport à la saison précédente.

### Parcours européen du club
En gras, le score du HSG Wetzlar
| Année     | Compétition      | Tours          | Opposants                  | Aller | Retour | Résultats | Rapports |
| --------- | ---------------- | -------------- | -------------------------- | ----- | ------ | --------- | -------- |
| 1997-1998 | Coupe des coupes | 1/16 de finale | Steaua Bucarest            | 30-20 | 27-19  | 57-39     | Rapport  |
| 1997-1998 | Coupe des coupes | 1/8 de finale  | Sporting Clube de Portugal | 24-16 | 26-30  | 50-46     | Rapport  |
| 1997-1998 | Coupe des coupes | 1/4 de finale  | Elektromos Budapest        | 22-18 | 22-16  | 40-38     | Rapport  |
| 1997-1998 | Coupe des coupes | 1/2 finale     | Polyot Tcheliabinsk        | 26-13 | 32-28  | 58-41     | Rapport  |
| 1997-1998 | Coupe des coupes | Finale         | Caja Cantabria Santander   | 15-30 | 24-36  | 39-66     | Rapport  |

### Parcours
| Saison    | Division            | Place | Coupe d'Allemagne | Europe      |
| --------- | ------------------- | ----- | ----------------- | ----------- |
| 1986/1987 | 2. Bundesliga Süd   | 5     | ?                 |             |
| 1987/1988 | 2. Bundesliga Süd   | 3     | ?                 |             |
| 1988/1989 | 2. Bundesliga Süd   | 5     | ?                 |             |
| 1989/1990 | 2. Bundesliga Süd   | 5     | ?                 |             |
| 1990/1991 | 2. Bundesliga Süd   | 4     | ?                 |             |
| 1991/1992 | 2. Bundesliga Mitte | 2     | ?                 |             |
| 1992/1993 | 2. Bundesliga Mitte | 7     | ?                 |             |
| 1993/1994 | 2. Bundesliga Süd   | 4     | ?                 |             |
| 1994/1995 | 2. Bundesliga Süd   | 4     | ?                 |             |
| 1995/1996 | 2. Bundesliga Süd   | 2     | ?                 |             |
| 1996/1997 | 2. Bundesliga Süd   | 2     | Finale            |             |
| 1997/1998 | 2. Bundesliga Süd   | 1     | Quatrième tour    | C2 : Finale |
| 1998/1999 | 1. Bundesliga       | 14    | Quatrième tour    |             |
| 1999/2000 | 1. Bundesliga       | 11    | Troisième tour    |             |
| 2000/2001 | 1. Bundesliga       | 12    | Finale            |             |
| 2001/2002 | 1. Bundesliga       | 8     | Deuxième tour     |             |
| 2002/2003 | 1. Bundesliga       | 10    | Deuxième tour     |             |

| Saison    | Division      | Place | Coupe d'Allemagne  | Europe |
| --------- | ------------- | ----- | ------------------ | ------ |
| 2003/2004 | 1. Bundesliga | 12e   | Troisième tour     |        |
| 2004/2005 | 1. Bundesliga | 14e   | Quatrième tour     |        |
| 2005/2006 | 1. Bundesliga | 15e   | Troisième tour     |        |
| 2006/2007 | 1. Bundesliga | 15e   | Huitième de finale |        |
| 2007/2008 | 1. Bundesliga | 14e   | Huitième de finale |        |
| 2008/2009 | 1. Bundesliga | 14e   | Quart de finale    |        |
| 2009/2010 | 1. Bundesliga | 13e   | Deuxième tour      |        |
| 2010/2011 | 1. Bundesliga | 11e   | Deuxième tour      |        |
| 2011/2012 | 1. Bundesliga | 15e   | Troisième tour     |        |
| 2012/2013 | 1. Bundesliga | 7e    | Deuxième tour      |        |
| 2013/2014 | 1. Bundesliga | 11e   | Quart de finale    |        |
| 2014/2015 | 1. Bundesliga | 8e    | Deuxième tour      |        |
| 2015/2016 | 1. Bundesliga | 10e   | Premier tour       |        |
| 2016/2017 | 1. Bundesliga | 6e    | Huitième de finale |        |
| 2017/2018 | 1. Bundesliga | 11e   | Demi finale        |        |
| 2018/2019 | 1. Bundesliga | 10e   | Huitième de finale |        |
| 2018/2020 | 1. Bundesliga | ?e    | ?                  | -      |

## Palmarès
| Compétitions internationales          | Compétitions nationales                      |
| - Coupe des Coupes - Finaliste : 1998 | - Coupe d'Allemagne - Finaliste : 1997, 2001 |

## Personnalités liées au club

### Joueurs célèbres
- Michael Allendorf : de 2006 à 2010
- Markus Baur : de 1998 à 2001
- Sven-Sören Christophersen (de) : de 2008 à 2010
- Steffen Fäth : de 2010 à 2016
- Lars Kaufmann : de 2005 à 2007
- Andrej Klimovets : de février à juin 2012
- Stefan Kneer : de 2016 à 2020
- Jannik Kohlbacher : de 2015 à 2018
- Volker Michel : de 2007 à 2009
- Michael Müller : de 2012 à 2013
- Tobias Reichmann : de 2012 à 2014
- Kevin Schmidt (de) : de 2006 à 2014
- Andreas Wolff : de 2013 à 2016
- Alexander Hermann : de 2017 à 2019
- Nikola Marinović : de 2011 à 2013
- Gennadij Chalepo (de) : de 2000 à 2005
- Benjamin Burić : de 2016 à 2018
- Nebojša Golić : de 2001 à 2007
- Ivano Balić : de 2013 à 2015
- Valter Matošević : de 2005 à 2007
- Jan Jørgensen : de 2004 à 2005
- José Javier Hombrados : de 2013 à 2015
- Carlos Prieto : de 2013 à 2016
- Christian Caillat (de) : de nov. 2004 à mai 2005
- Guillaume Joli : de 2014 à 2016
- Savas Karipidis (de) : de 2005 à 2007
- Julián Duranona : de 2002 à 2003
- Kristian Bjørnsen : depuis 2016
- Magnus Dahl : de 2013 à 2015
- Kent Robin Tønnesen : de 2013 à 2015
- Petar Đorđić : de 2008 à 2010
- Zoran Đorđić : de 2007 à 2009
- Ola Lindgren : de 1990 à 1992 (TSV Dutenhofen)

Plusieurs joueurs en 2014
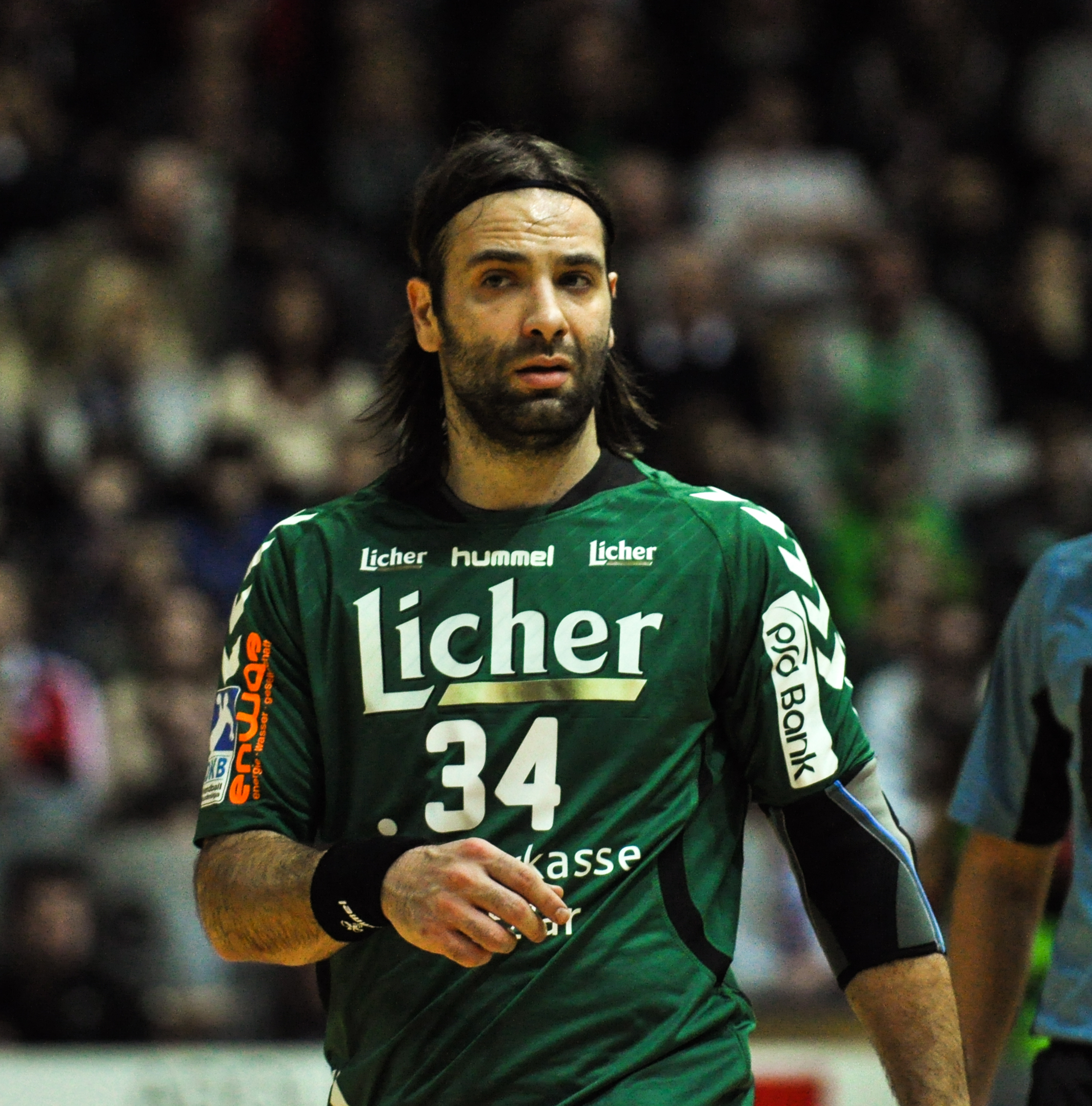
Ivano Balić
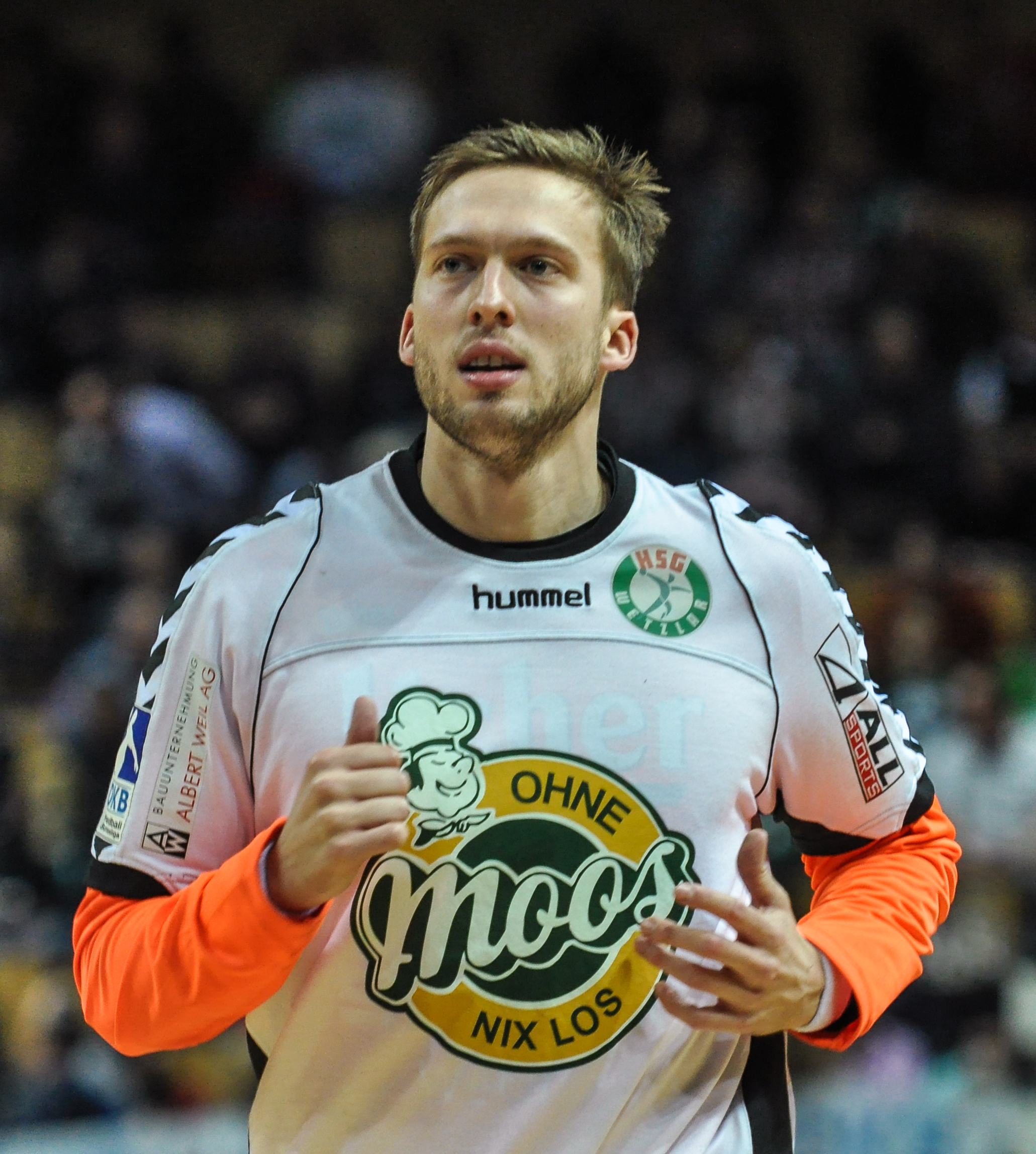
Magnus Dahl
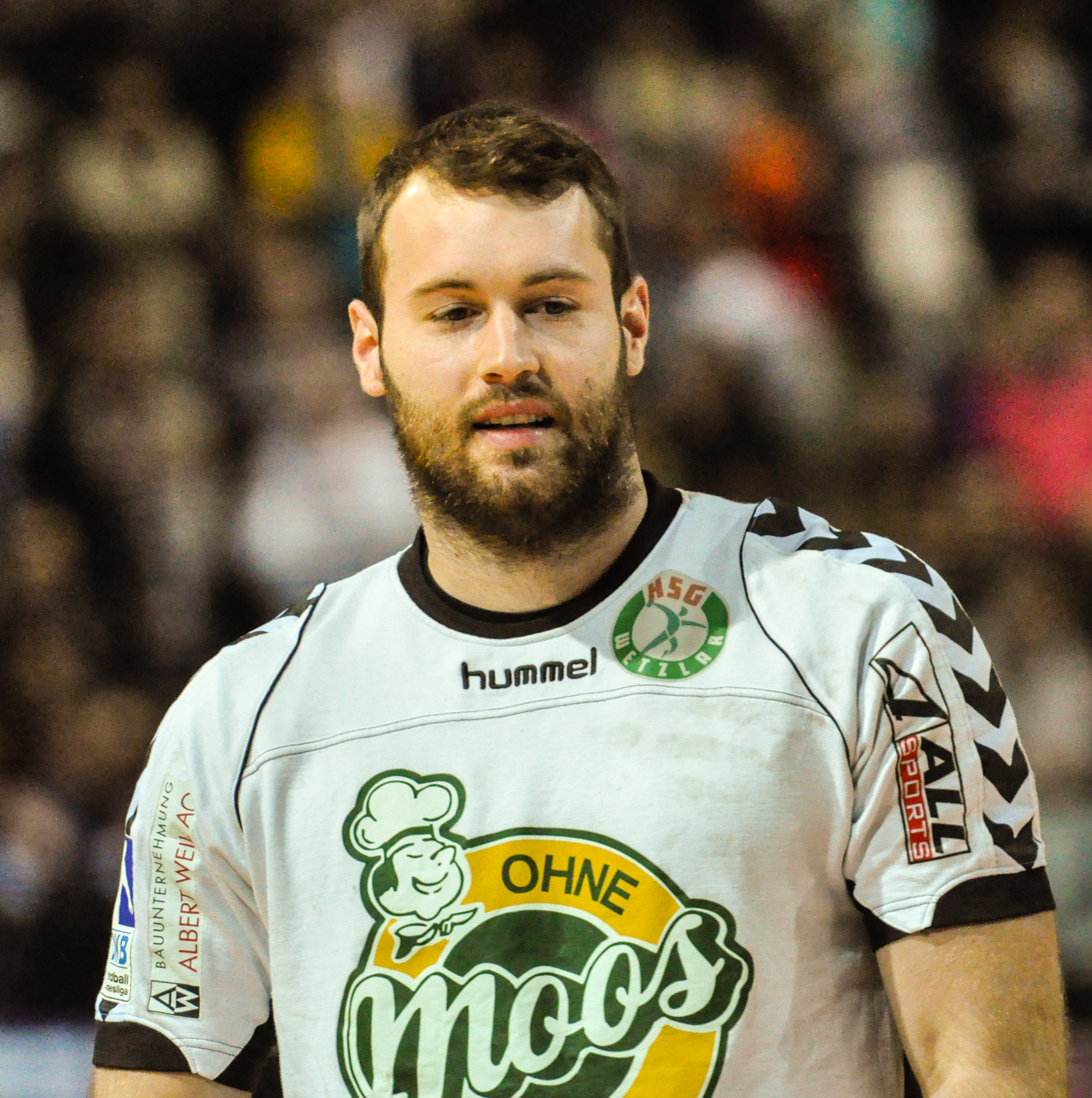
Steffen Fäth
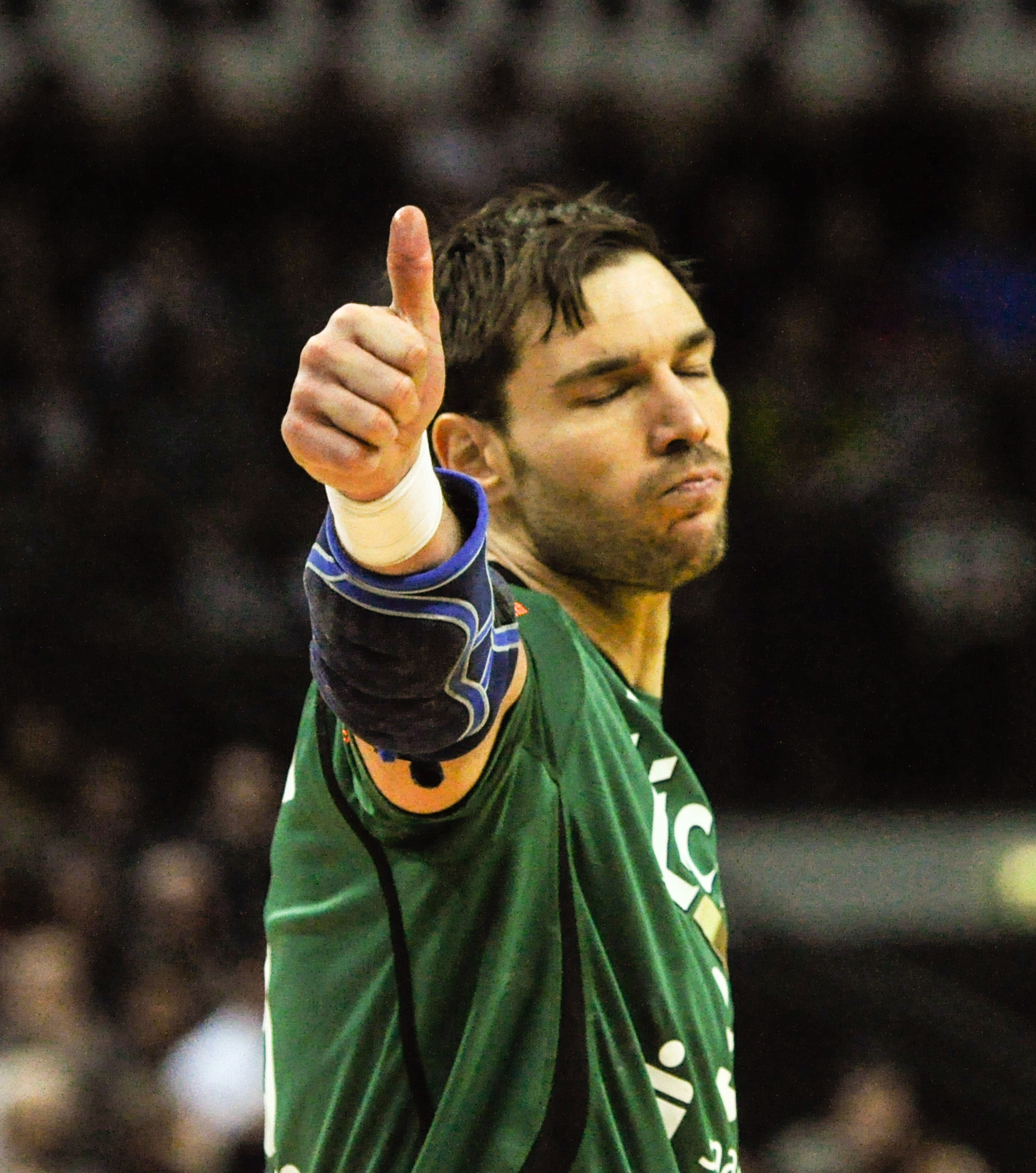
Carlos Prieto
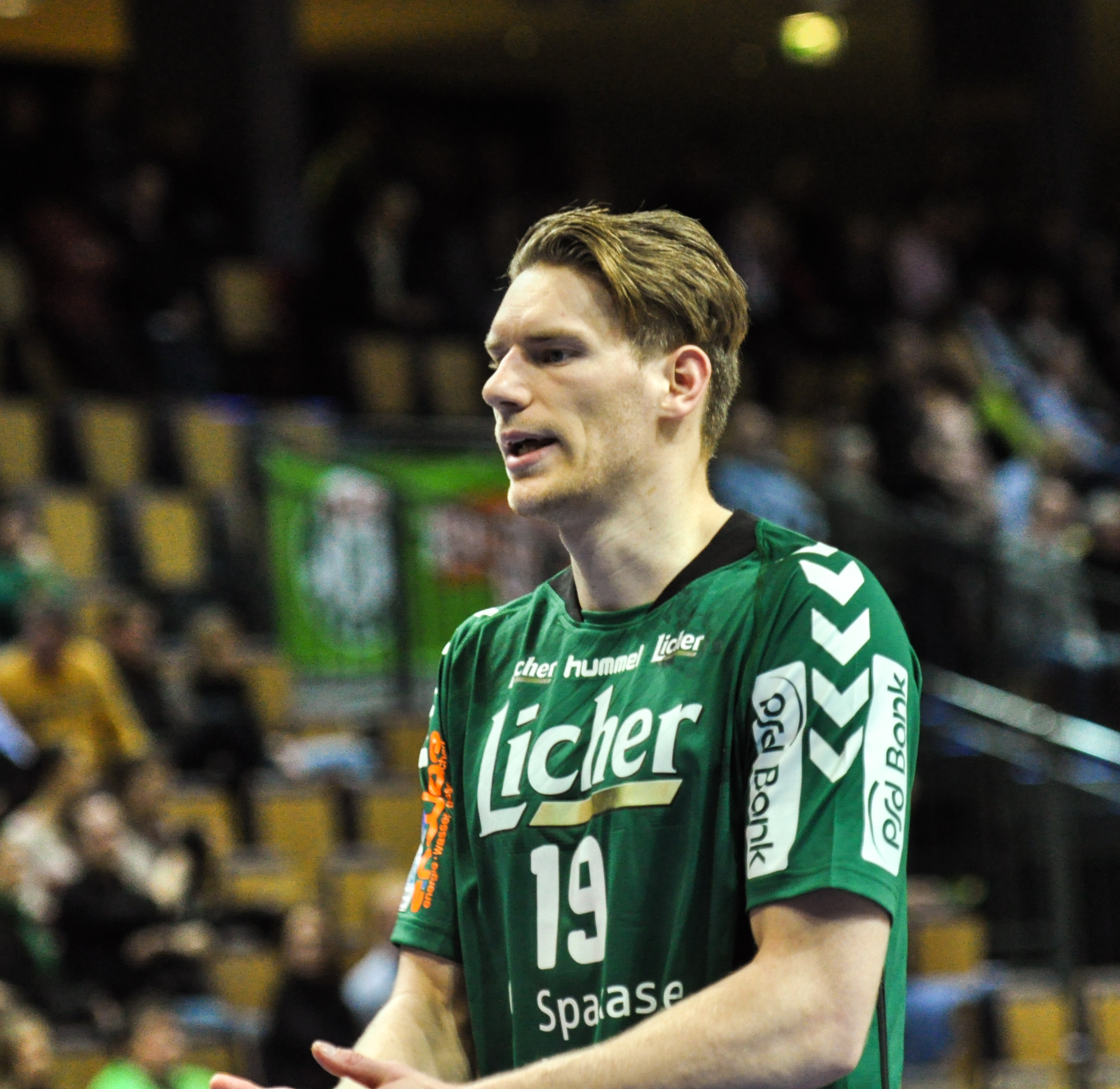
Tobias Reichmann
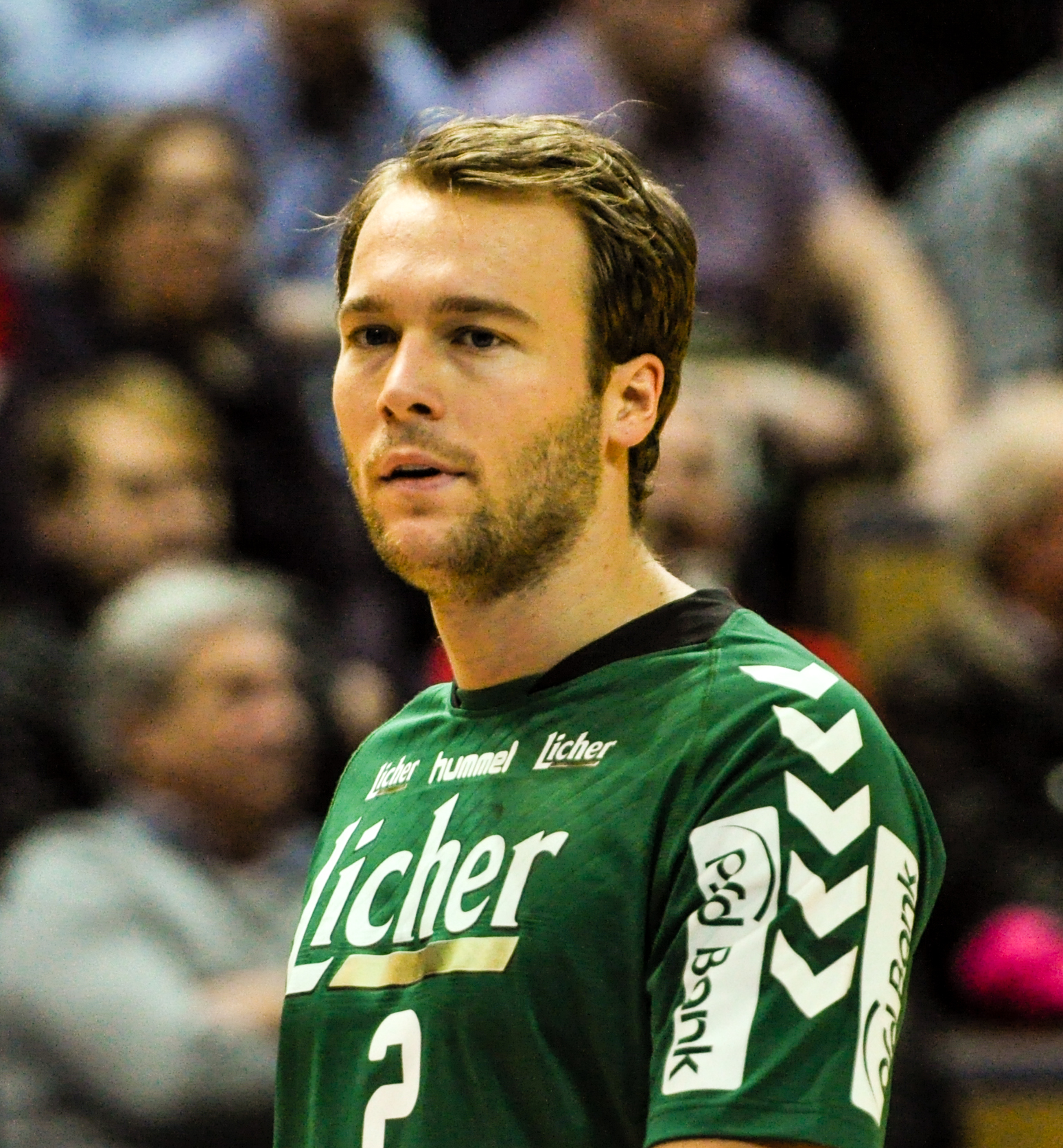
Kevin Schmidt (de)
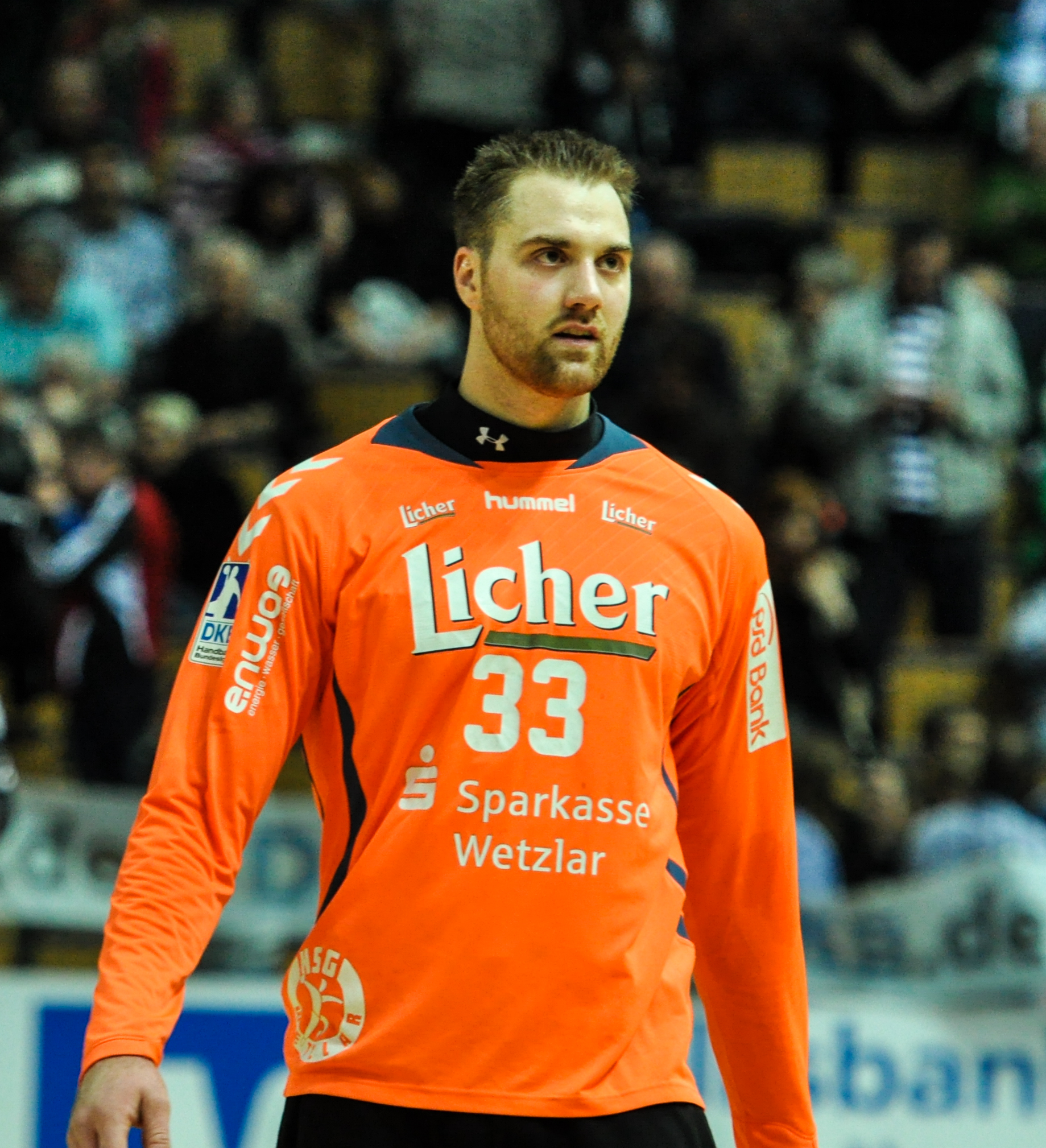
Andreas Wolff

### Entraîneurs célèbres
- Rainer Dotzauer : de 1985 à 1990
- ? : de 1990 à 1997
- Enyi Okpara / Dieter Schmidt : de 1997 à 1998
- Horst Spengler : en 1998
- / Velimir Petković : de 1998 à 2004
- Holger Schneider : de 2004 à 2005
- Martin Schwalb : en 2005
- / Dragan Marković : de 2005 à 2006
- Wolfgang Klimpke/ Róbert Sighvatsson : d'octobre 2006 à février 2007
- Volker Mudrow : de février 2007 à avril 2009
- Zoran Đorđić : d'avril à juin 2009
- Michael Roth : de 2009 à 2010
- / Gennadij Chalepo : de 2010 à mars 2012
- Kai Wandschneider : depuis mai 2012

## Infrastructure

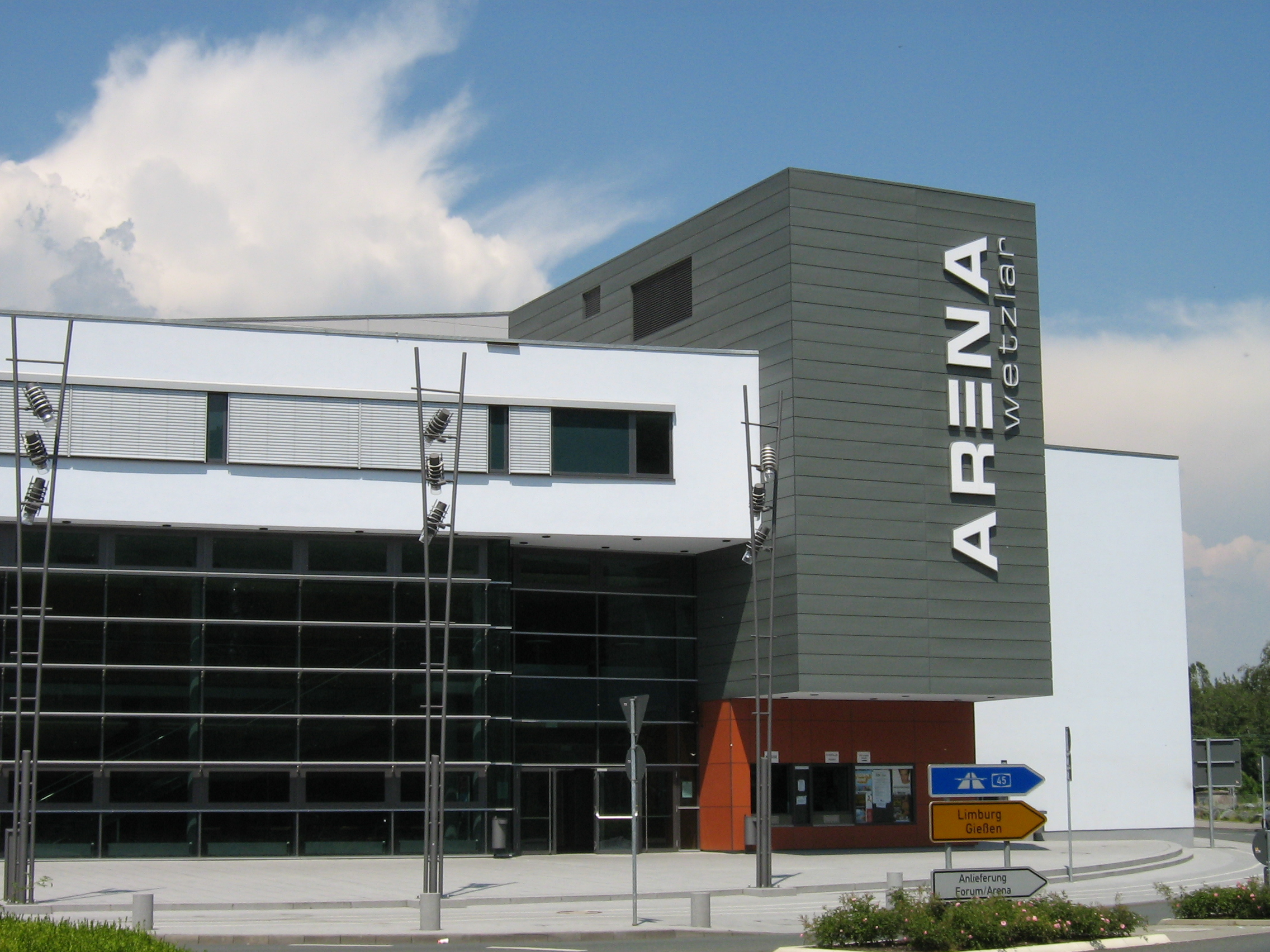
La Rittal Arena de Wetzlar.

- Rittal Arena Wetzlar est la salle du club depuis 2005, elle possède une capacité de 5000 places et appartient à la ville de Wetzlar.
- Sporthalle Dutenhofen est l'ancienne salle de l'équipe première avant 2005, elle possède une capacité de 1750 places.

Aujourd'hui, elle est utilisée notamment pour les matchs de Coupe d'Allemagne, les matchs de l'équipe réserve et par les équipes de jeunes.

## Supporters
Plusieurs groupes de supporteurs soutiennent le HSG Wetzlar, le plus important d'entre eux est le "Fan-Club Grün-Weiss" qui soutiens le club depuis 2002.

## Rivalités
- TV Hüttenberg : est le vieux rival du club, de par sa proximité.

Le Derby entre les deux clubs est nommée "Mittelhessenderby", c'est confrontations furent fortes importantes dans les années 1980 et 90 puisqu'elles attirèrent beaucoup de supporters des deux équipes.
- MT Melsungen : depuis le 23 décembre 2010, depuis le départ de l'entraîneur Michael Roth du HSG Wetzlar au MT Melsungen.